# Ačit núr
Ačit núr (mongolsky Ачит Нуур) je sladkovodní jezero na hranici Uvského a Bajanölgijského ajmagu na západě Mongolska. Nachází se v mezihorské dolině. Má rozlohu 290 km², délku 28 km, šířku 16 km a dosahuje hloubky 10 m. Leží v nadmořské výšce 1435 m.

## Pobřeží
Větší část pobřeží je stepní, převážně skalnatá, jen na severozápadě k jezeru zasahuje rozsáhlá nízká a bažinatá oblast. Menší bažinatá oblast se nachází i na severovýchodním pobřeží.

## Vodní režim
Do jezera ústí několik řek. Z jezera odtéká krátký průtok Usun-Cholaj k řece Chovd gol.